# Mushroom Kingdom
Het Mushroom Kingdom (Paddenstoelenrijk in het Nederlands) is een fictief koninkrijk en tevens de thuisbasis van Nintendo-mascotte Mario. Ook Mario's broer Luigi is er woonachtig. De huidige prinses van het Mushroom Kingdom is Princess Peach, een jongedame gehuld in een roze jurk.
In Mario and Luigi Partners in Time werd de Mushroom Kingdom veroverd door de shroobs. Toen de shroobs waren verslagen was er vrede voor een lange tijd. Jaren later werd de Mushroom Kingdom veroverd door King Bowser Koopa.

## Locaties

#### Princess Peach's Castle
Princess Peach's Castle is gigantisch kasteel, gevestigd in het Mushroom Kingdom, en eigendom van Princess Peach. Bewoners zijn de Toads, dienaars van de prinses, en de prinses zelf. Het kasteel is omgeven door een natuurlandschap van heuvels, bomen, een reusachtige waterval en een sloot. Het terrein is met het kasteel verbonden door een massieve, stenen brug die over de gracht heen loopt. Boven het portaal van Princess Peach's Castle is er een glazen raamwerk van de prinses te bewonderen. Het kasteel telt 4 hoektorens en één grotere toren, gevestigd in het midden van het dak. Het gebouw telt overigens drie verdiepingen en één onderverdieping.
Princess Peach's Castle komt het eerst voor in Super Mario RPG: Legend of the Seven Stars.
In Super Mario 64 speelt het kasteel een belangrijke rol in het verhaal: Princess Peach werd ontvoerd door Bowser en Mario moet alle 120 sterren, die tevens verborgen zitten in het kasteel, weer zien te verzamelen om haar terug te krijgen.
In Paper Mario wordt het kasteel meegenomen door Bowser en zijn leger, zodat Mario te opdracht krijgt om het terug te krijgen.
In Mario & Luigi: Partners in Time speelt het kasteel opnieuw een voorname rol als hoofdlevel. Hier heeft het vier verdiepingen en twee item shops.
In Mario & Luigi: Bowser's Inside Story wordt het kasteel overgenomen door lord Fawful. Lord Fawful verandert het kasteel ook in een
robot.

#### Toad Town
Toad Town is een plaats in het Mushroom Kingdom, opgericht en bewoond door de Toads. Het bekendste personage van de Toads is Toad zelf, de grootste dienaar van Princess Peach. Ook andere personages leven in Toad Town. Denk hierbij aan de Shaman, de Koopa Paratroopas en de Doogans.
In Paper Mario reist Mario door Toad Town om zo andere gebieden te bereiken, die enkel toegankelijk zijn via de stad. Er zijn drie shops in Toad Town: een winkel waar men badges verkoopt en tegelijkertijd ook een postkantoor, een restaurant en een Toad House waar Mario kan rusten en zijn gezondheid weer op peil kan brengen. Toad Town is ook de thuisbasis van Merlon de waarzegger. In Toad Town bestaat er een plaats waar Mario games en gokspellen kan spelen. Deze locatie kan echter alleen worden bereikt als Mario de zogenaamde "Silver Credit" van Koopa Koot heeft gekregen.
In Mario & Luigi: Superstar Saga begint Mario het spel in Toad Town, waar hij de verschillende basisbewegingen van het spel onder de knie probeert te krijgen. Indien hij bepaalde Toads helpt met een kleine opdracht, ontvangt hij meestal een beloning van hen.
In Mario & Luigi: Partners in Time reizen Mario en Luigi en hun baby-versies naar Toad Town in het verleden. De stad is echter volledig vernietigd door de zogenaamde Shroobs. De enige overlevenden in Toad Town zijn twee oude Toads die daar een winkel runnen. De enige andere inwoners zijn verschillende, kwaadaardige wezens.
In Super Mario Galaxy is er in het begin van het spel een Toad Town-dorpje gevestigd naast Princess Peach's Castle.
Verder komt Toad Town ook nog voor in andere spellen, zoals Animal Crossing voor de Nintendo GameCube. Ook in Paper Mario: The Thousand-Year Door wordt de stad genoemd nadat ene Zip Toad, een filmster, Mario een e-mail stuurt waarin staat dat er een nieuwe film wordt uitgebracht die gefilmd blijkt te zijn in Toad Town. In de Mario Kart-series worden sommige parcoursen met "Toad" benoemd. Het is echter onbekend of deze racebanen deel uitmaken van Toad Town.

Koloniën van het Mushroom Kingdom
Het Mushroom Kingdom heeft enkele ''koloniën'' . De gebieden die hieronder vallen zijn: Koopa Troopa Land, een tropisch land in het oosten, Toads haven en het Dry Dry Desert gebied. Die gebieden horen dus bij het Mushroom Kingdom. Die gebieden komen ook vaak voor in Peach-games. In Koopa Troopa Land wonen veel Koopa Troopas, in Toads haven veel Toads en in het Dry Dry Desert gebied wonen veel Yoshi's.